# Roman Mejzlík
Roman Mejzlík (* 31. října 1967 v Třebíči) je bývalý český hokejový útočník a trenér mládeže SK Horácká Slavia Třebíč. Nyní hlavní trenér a sportovní manažer 1. týmu mužů SK Horácká Slavia Třebíč.

## Hráčská kariéra
Narodil se v Třebíči, kde začínal s hokejem v tamním klubu SK Horácká Slavia Třebíč. První zápasy mezi dospělé hrával za Duklu Jihlavu od sezony 1987/88. Jako nováček ještě v Československá nejvyšší lize se prezentoval skvěle, ze 39 odehraných zápasů nasbíral 22 kanadských bodů. Za skvělé výkony v průběhu ročníku 1989/90 odehrál první tři přátelské zápasy v československé reprezentaci. V létě 1990 byl draftován týmem z NHL Edmonton Oilers celkově na 164. místě. S Jihlavskou Duklou se v ročníku 1990/91 radoval z titulu mistra československé ligy. Na startu nové, samostatné české nejvyšší soutěže hrál v AC ZPS Zlín, ve kterém strávil dvě sezony. Poté se přesunul do HC Kometa Brno, rovněž v klubu strávil dva roky, poslední sezona se pro Kometu Brno stala sestupovou. V roce 1997 se vrátil do Jihlavy, ve kterém vydržel do roku 1999, jihlavská Dukla sestoupila do první ligy. Rozhodl se pro zahraniční angažmá, dohodl se s německým klubem ESC Dresden, hrající nižší soutěž. V německé nižší soutěži hrával dva roky za týmy Dresdner Eislöwen a ECDC Memmingen. Po německém angažmá se vrátil do Česka, kariéru dohrál v Havlíčkově Brodu.

## Trenérská kariéra
Po ukončení hráčské kariéry se ujal role trenéra mládeže ve svém rodném klubu SK Horácká Slavia Třebíč. V letech 2002–2004 a 2007–2008 působil jako asistent hlavního trenéra v A-týmu mužů Třebíče. V dubnu 2008 se dohodl s generálním manažerem Dukly Jihlavy panem Bedřichem Ščerbanem na post asistenta hlavního trenéra. V Jihlavském angažmá strávil dva roky, poté se vrátil zpátky do Třebíče. Začátek sezony 2010/11 vedl jako hlavní trenér Slavii Třebíč, v listopadu 2010 byl nahrazen trenérem Kamilem Pokorným. V týmu nadále působí jako trenér mládeže.

## Prvenství
- Debut v ČHL - 14. září 1993 (HC České Budějovice proti AC ZPS Zlín)
- První asistence v ČHL - 17. září 1993 (AC ZPS Zlín proti HC Pardubice)
- První gól v ČHL - 24. října 1993 (HC Kladno proti AC ZPS Zlín, českému brankáři Jaroslavu Kamešovi)

## Klubová statistika
| Sezóna       | Klub                    | Soutěž       |     | Základní část | Základní část | Základní část | Základní část | Základní část |   | Play off | Play off | Play off | Play off | Play off |
| Sezóna       | Klub                    | Soutěž       | Z   | G             | A             | B             | TM            | Z             | G | A        | B        | TM       |          |          |
| 1987–88      | ASD Dukla Jihlava       | ČSHL         | 39  | 12            | 10            | 22            |               | —             | — | —        | —        | —        |          |          |
| 1988–89      | ASD Dukla Jihlava       | ČSHL         | 34  | 3             | 12            | 15            | 24            | 9             | 1 | 2        | 3        | —        |          |          |
| 1989–90      | ASD Dukla Jihlava       | ČSHL         | 51  | 11            | 21            | 32            |               | —             | — | —        | —        | —        |          |          |
| 1990–91      | ASD Dukla Jihlava       | ČSHL         | 48  | 9             | 9             | 18            | 30            | —             | — | —        | —        | —        |          |          |
| 1991–92      | ASD Dukla Jihlava       | ČSHL         | 35  | 5             | 9             | 14            |               | 8             | 1 | 3        | 4        | —        |          |          |
| 1992–93      | ASD Dukla Jihlava       | ČSHL         | 45  | 11            | 20            | 31            |               | —             | — | —        | —        | —        |          |          |
| 1993–94      | AC ZPS Zlín             | ČHL          | 36  | 10            | 19            | 29            | 20            | 3             | 0 | 0        | 0        | 2        |          |          |
| 1994–95      | AC ZPS Zlín             | ČHL          | 35  | 5             | 15            | 20            | 12            | 11            | 0 | 4        | 4        | 6        |          |          |
| 1995–96      | HC Kometa Brno          | ČHL          | 40  | 9             | 13            | 22            | 16            | —             | — | —        | —        | —        |          |          |
| 1996–97      | HC Kometa Brno          | ČHL          | 37  | 9             | 8             | 17            |               | —             | — | —        | —        | —        |          |          |
| 1997–98      | HC Dukla Jihlava        | ČHL          | 52  | 9             | 13            | 22            | 22            | —             | — | —        | —        | —        |          |          |
| 1998–99      | HC Dukla Jihlava        | ČHL          | 46  | 2             | 9             | 11            | 24            | —             | — | —        | —        | —        |          |          |
| 1999–00      | ESC Dresden             | 3.GER        | 55  | 19            | 30            | 49            | 50            | —             | — | —        | —        | —        |          |          |
| 2000–01      | Dresdner Eislöwen       | 3.GER        | 2   | 0             | 1             | 1             | 0             | —             | — | —        | —        | —        |          |          |
| 2000–01      | ECDC Memmingen          | 4.GER        | 28  | 20            | 29            | 49            | 26            | —             | — | —        | —        | —        |          |          |
| 2001–02      | HC Rebel Havlíčkův Brod | 2.ČHL        | 34  | 7             | 10            | 17            | 26            | 3             | 0 | 0        | 0        | 8        |          |          |
| Celkem v ČHL | Celkem v ČHL            | Celkem v ČHL | 209 | 35            | 69            | 104           | 94            | 21            | 1 | 8        | 9        | 8        |          |          |